# Målbogseringsflygplan

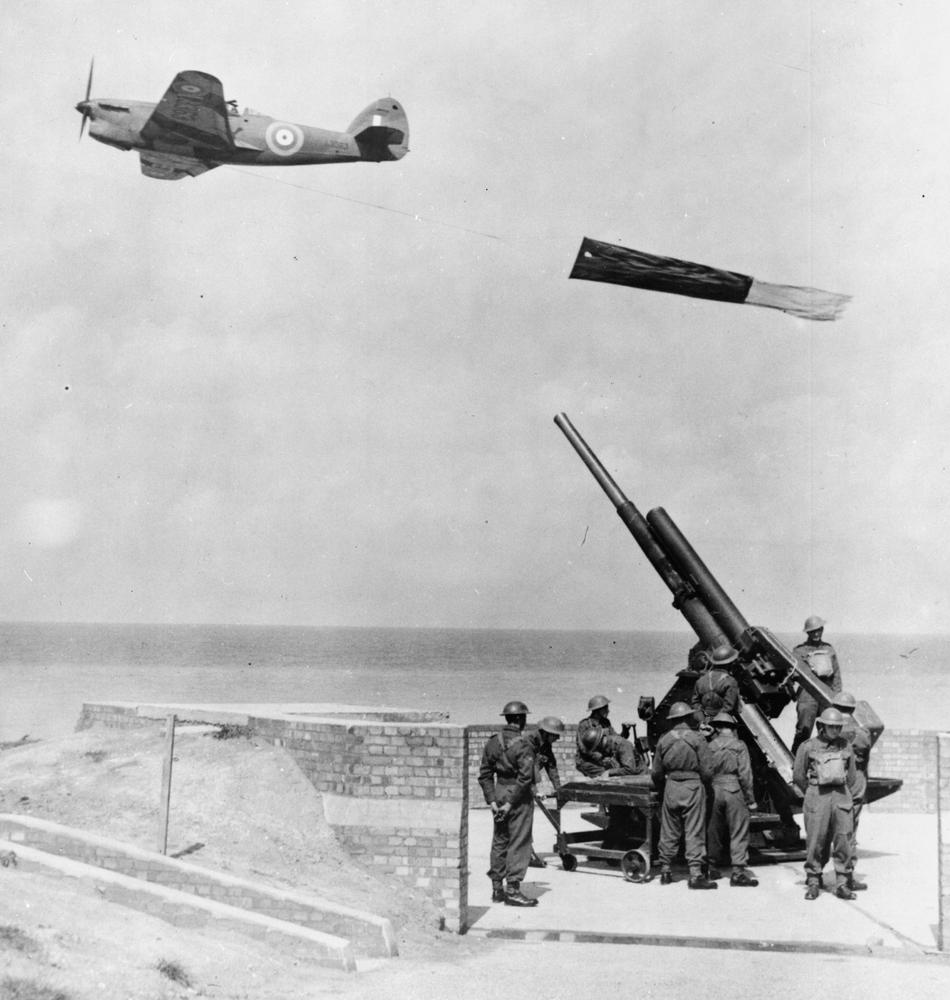
Reklambild för brittiska målbogseraren Hawker Henley som bogserar en målkorv ovan en luftvärnkanon.

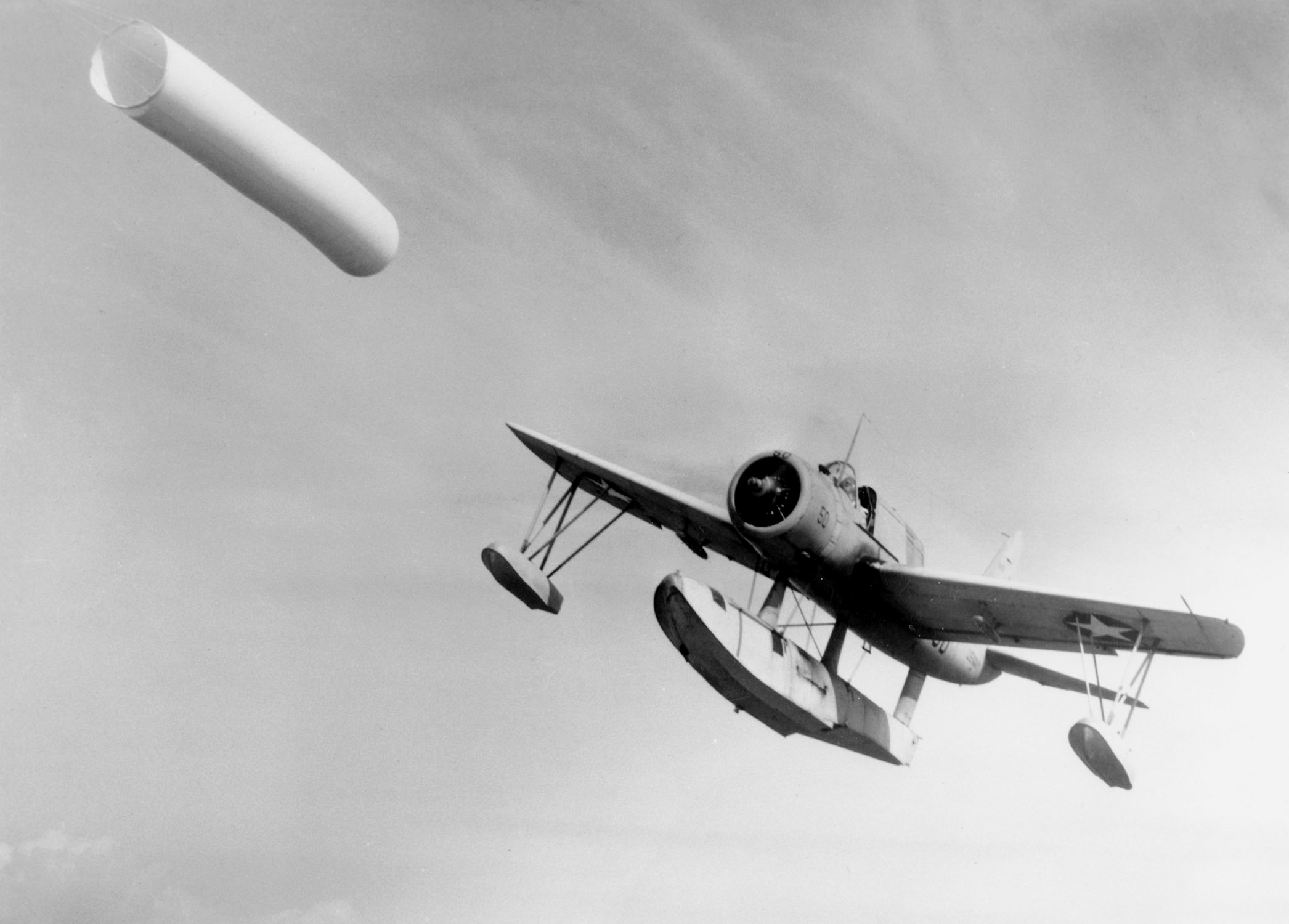
Amerikansk OS2U Kingfisher som följer ett bogsermål.

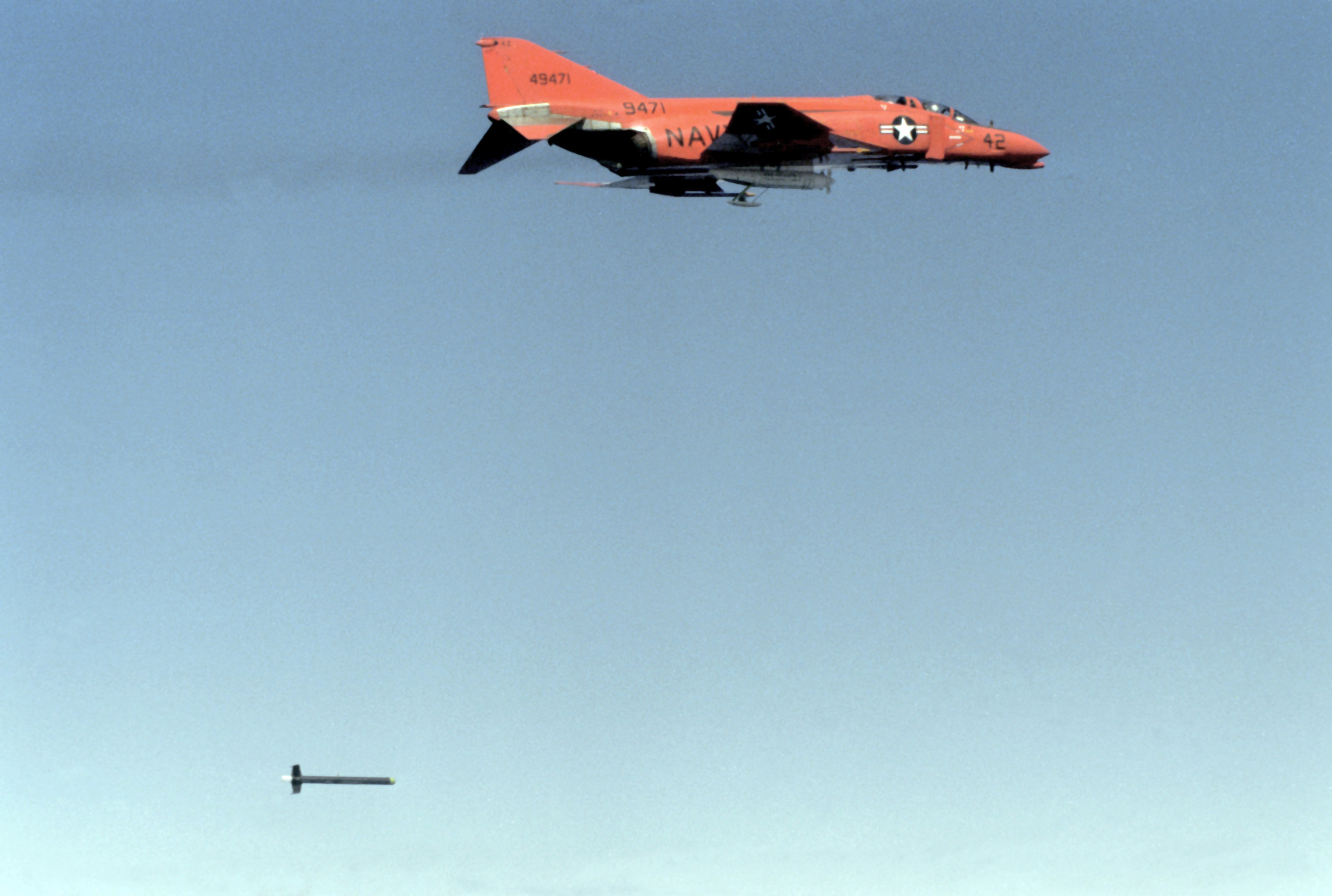
Amerikansk QF-4B Phantom II måldragare med utsläppt målsändare.

Målbogseringsflygplan eller målflygplan (vardagligt: målbogserare, måldragare) är militärflygplan som avses för målbogsering, även kallat måldragning eller målflygning, en militär övningsmetod där ett flygplan drar ett målobjekt efter sig ämnat som skjutmål för stridsflyg och luftvärn. Målet kan vara en lång flagga eller korv i duk, eller olika former av modellflygplan eller dito, så kallat vingmål, eller en målsändare för robotar med mera. Målet bogseras med så lång vajer som möjligt (upp till 1000 meter lång) för att minimera risken att måldragaren träffas av skarp eld mot målet.
Liknande princip förekommer även civilt för luftreklam där istället en reklamflagga bogseras.

## Målflygplan
Målflygplan är egentligen ett begrepp överordnat målbogseringsflygplan och inbegriper även målflygning där utrustning som immateriellt simulerar mål brukas, såsom målsändare eller målareaförstärkare. De kan vara allmänna flygplan som inför uppdraget utrustas med målutrustning men i de flesta fall är de särskilt utsedda flygplan vars huvuduppgift är målflygning. Vissa målflygplan är ändamålsbyggda för uppgiften medan de flesta är modifierade från andra typflygplan. De målas vanligen i färgstarka varningsfärger för att de ska stå ut i syfte att ytterligare undvika att bli vådaskjutna.
Målbogseringsanordningar består i grunden främst av en vinsch (målbogseringsvinsch) för att kunna släppa ut och dra in målet kontrollerat. Ofta används en rammluftturbin för att enkelt förse vinschen med kraft.

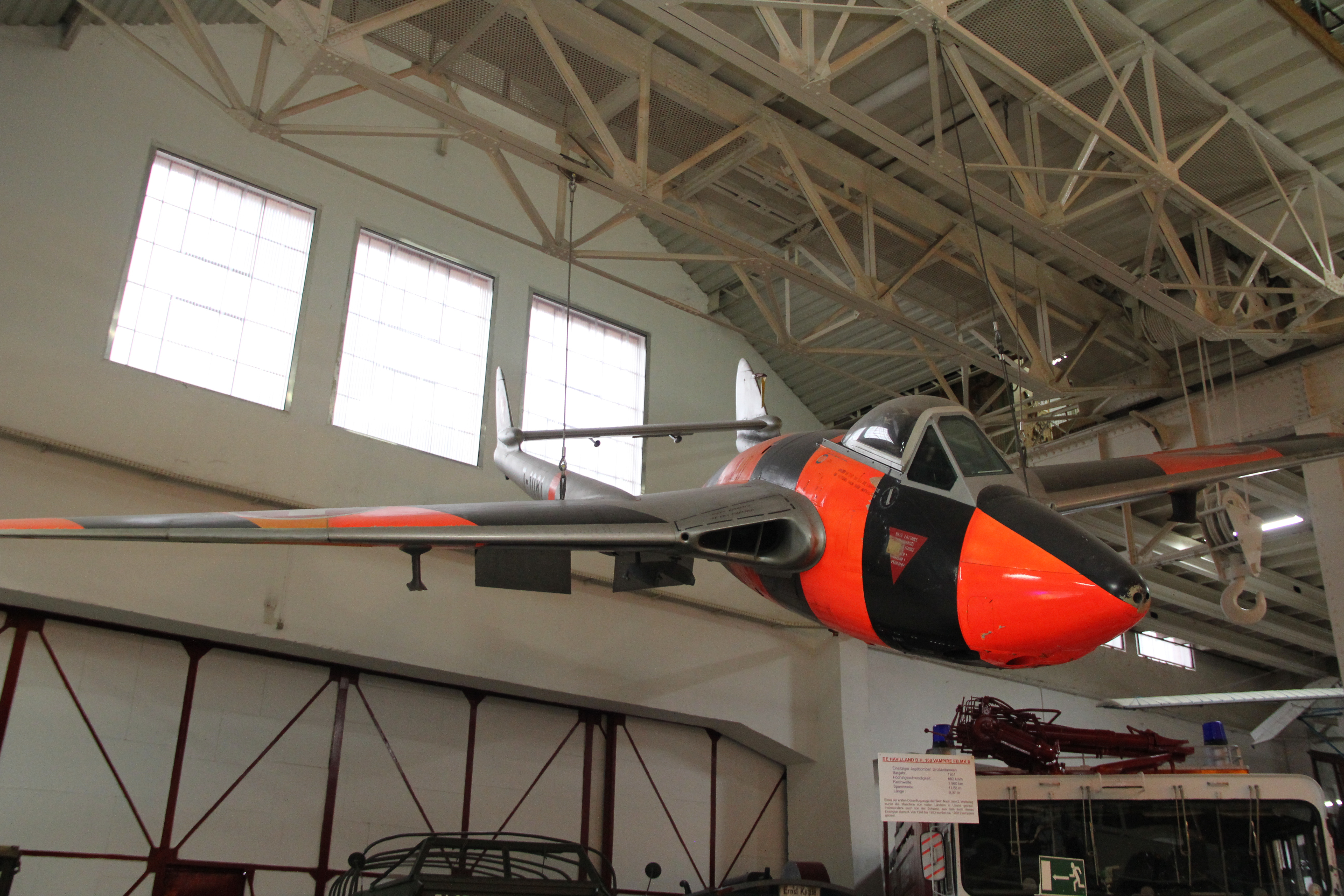
Schweizisik DH 100 Vampire måldragare målad i färgstarkt varningsmönster.
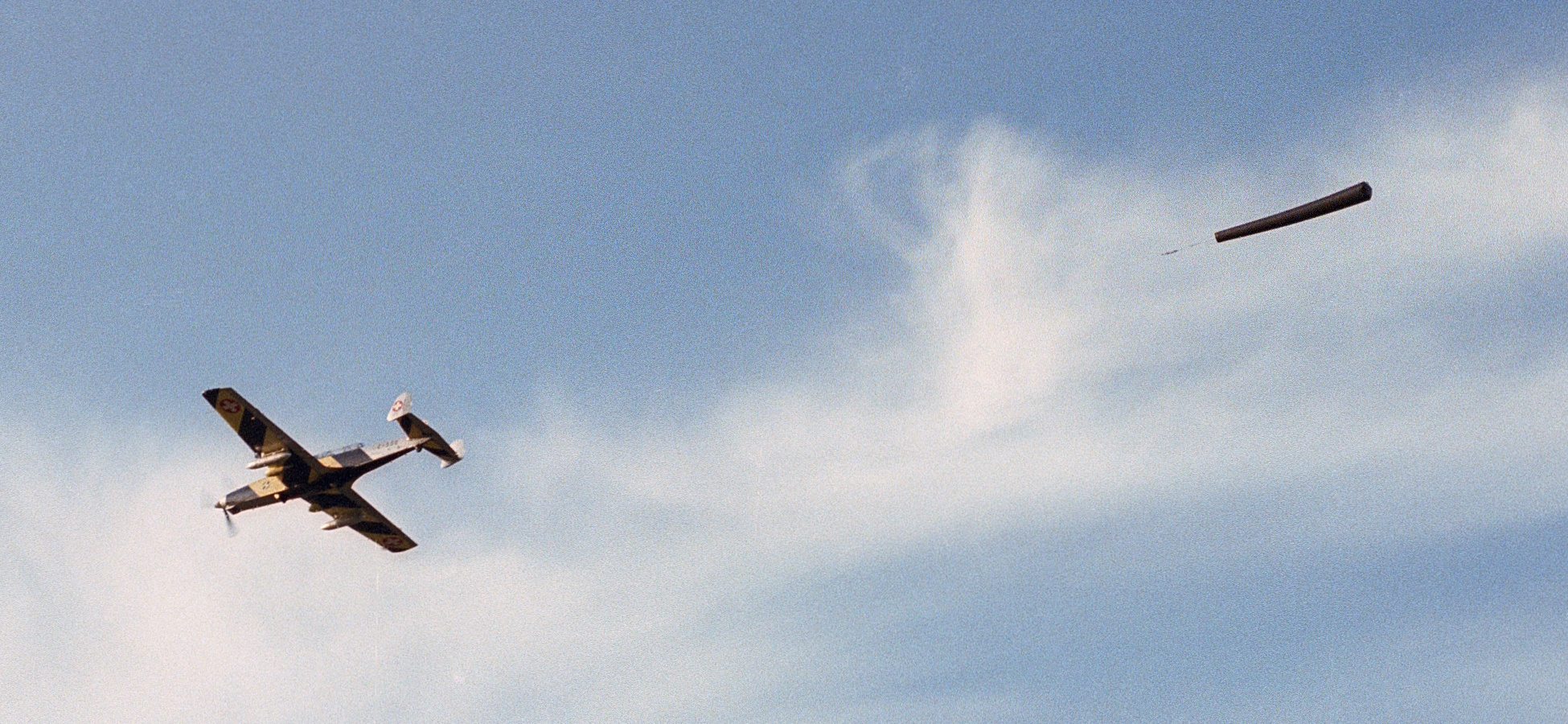
Schweizisk F+W C-3605 med korvmål, särskild måldragare baserat på EKW C-36.
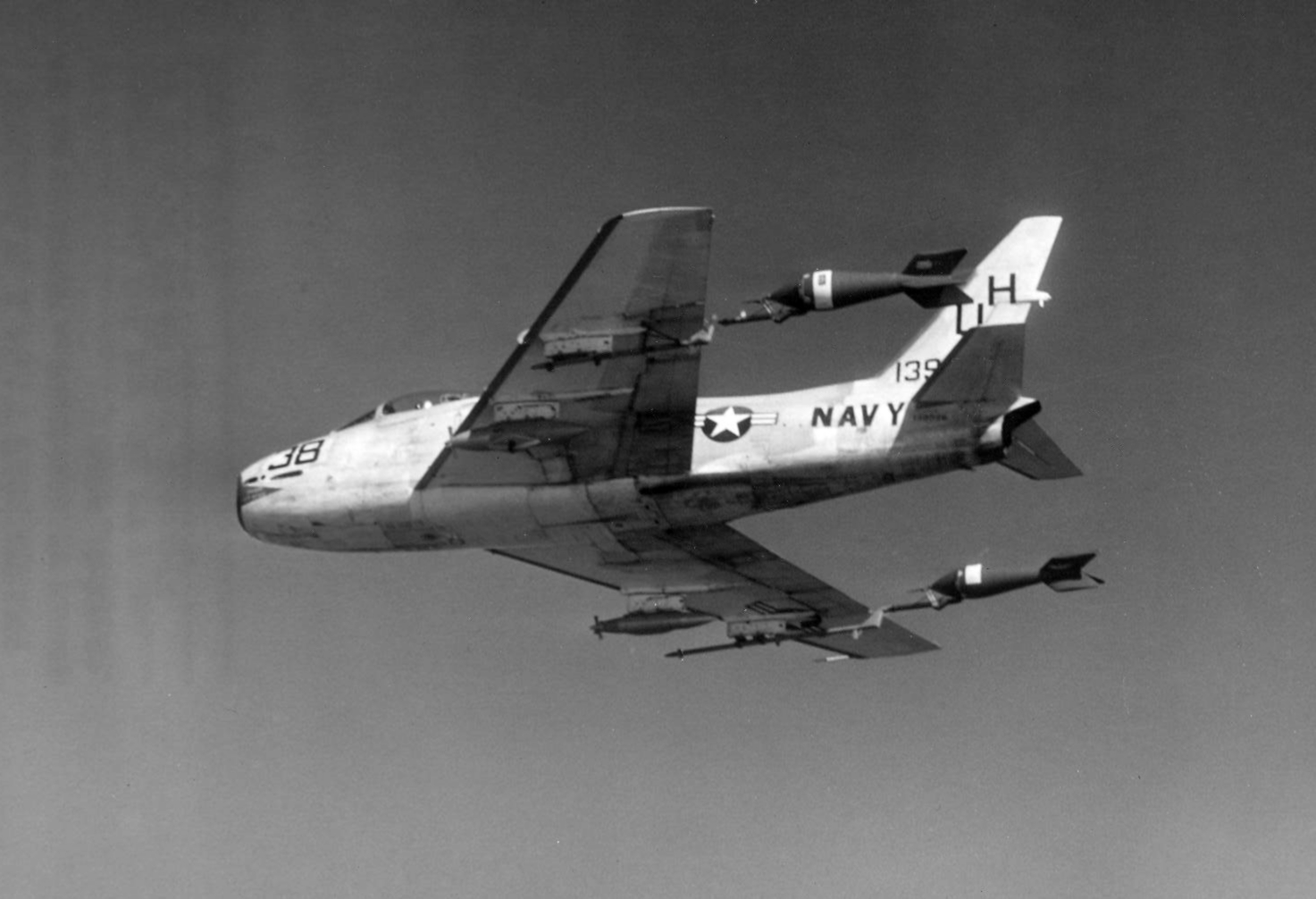
Amerikansk FJ-4 Fury jaktflygplan utrustat med pilmål, här indragna.
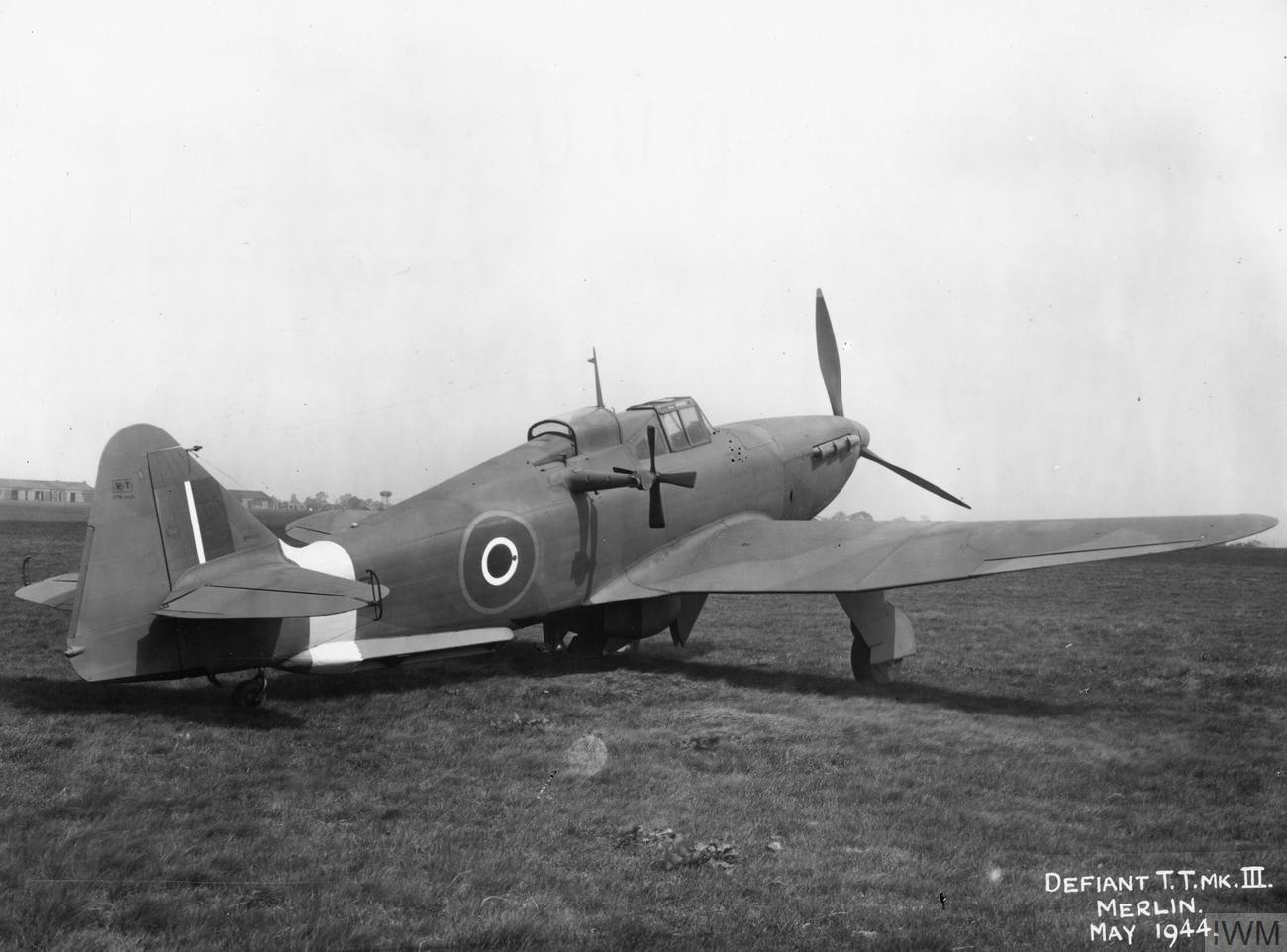
Brittisk Defiant TT Mk III måldragare med rammluftturbin till målvinschen.

## Bogseringsmål
Det förekommer flera olika typer av bogseringsmål. Några vanliga är:
- flaggmål (målflagga) – en lång flagga eller vimpel i duk[3]
- korvmål (målkorv) – en lång korv eller stympad kon i duk[3]
- pilmål – ett pilformat eller bombformat objekt[2]
- vingmål – ett flygplansliknande objekt[2]

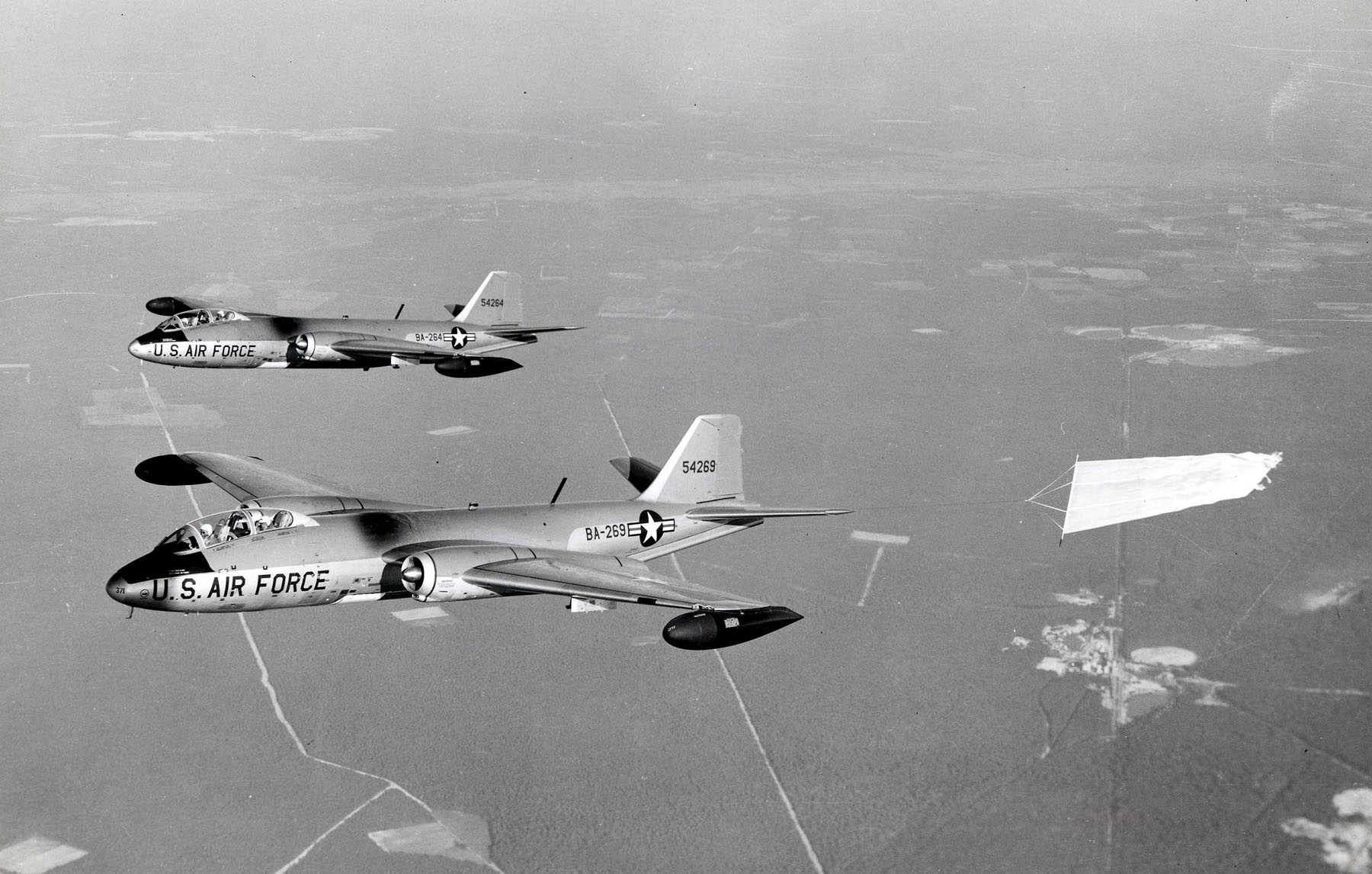
Amerikansk B-57E Canberra med målflagga.
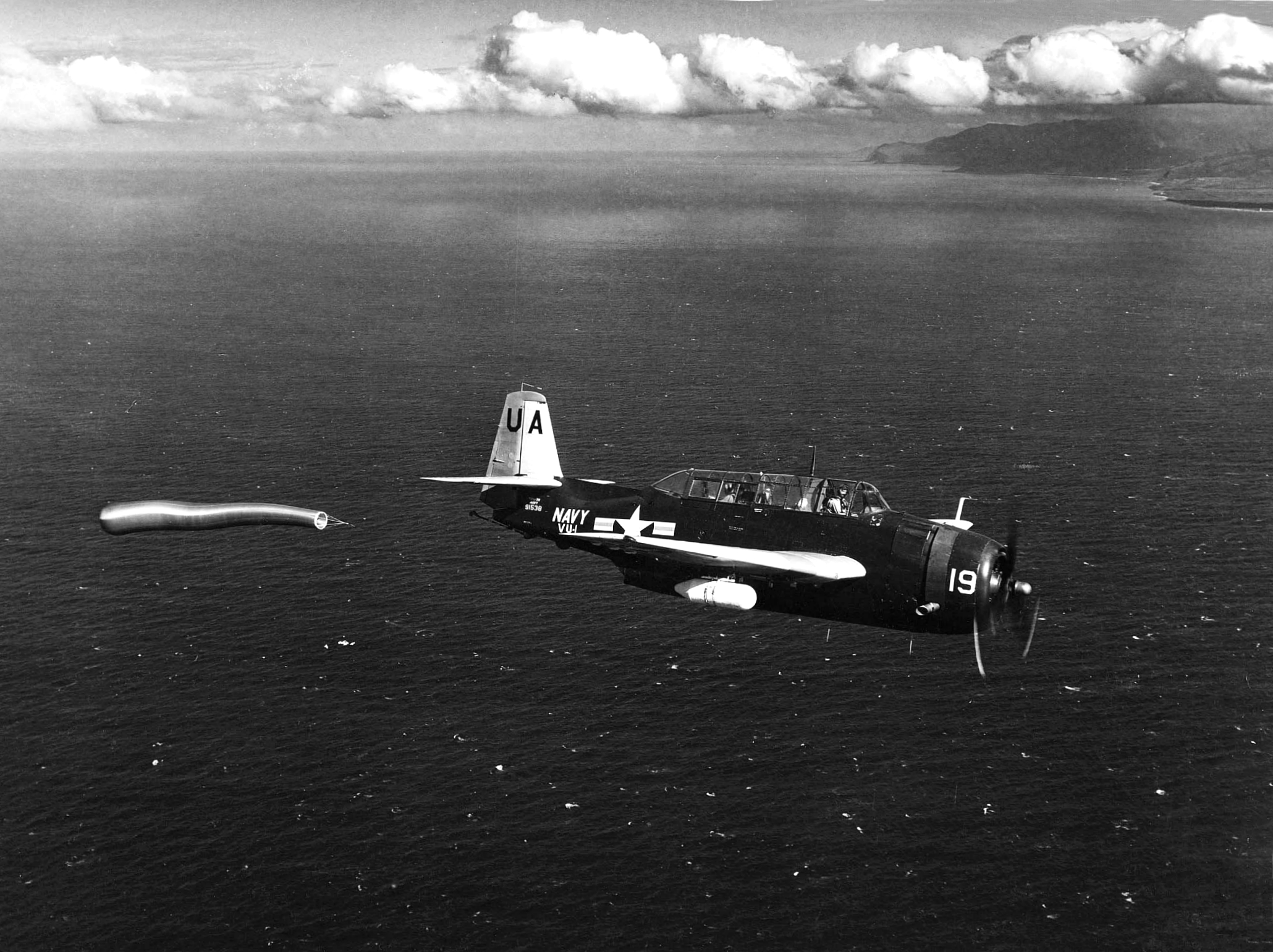
Amerikansk TBM-3U Avenger med målkorv.
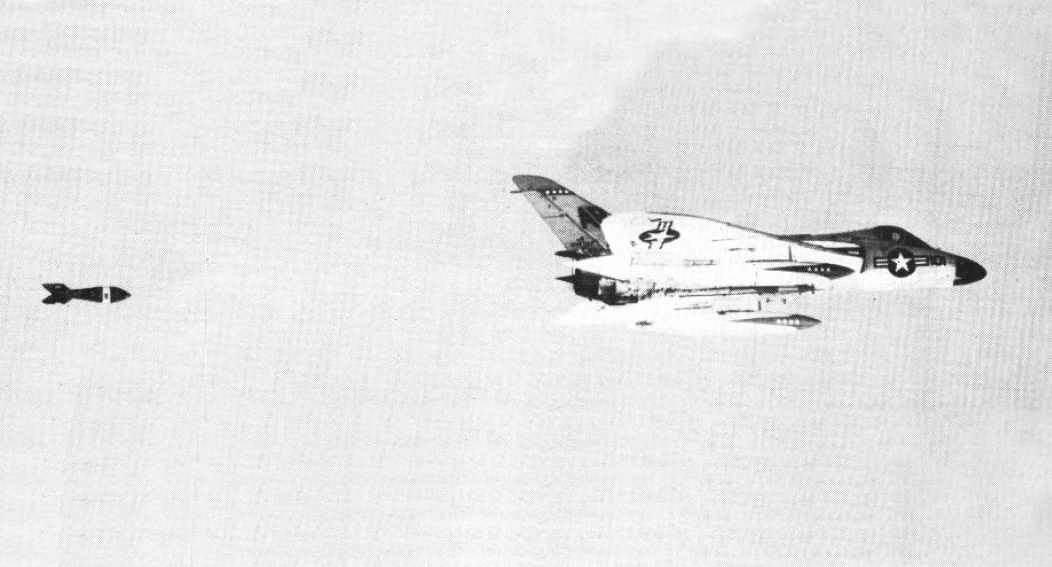
Amerikansk F4F-1 Skyray med utsläppt pilmål.
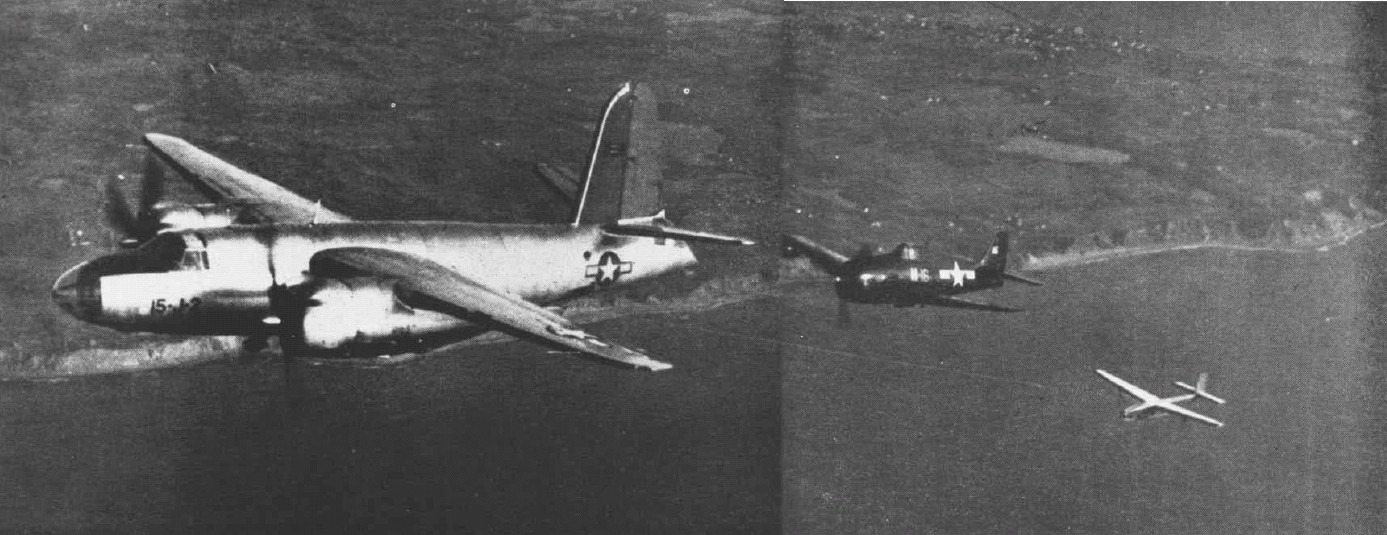
Amerikansk JM-1 Marauder (B-26C) måldragare med vingmål (längst ner).

## Svenska flygvapnet

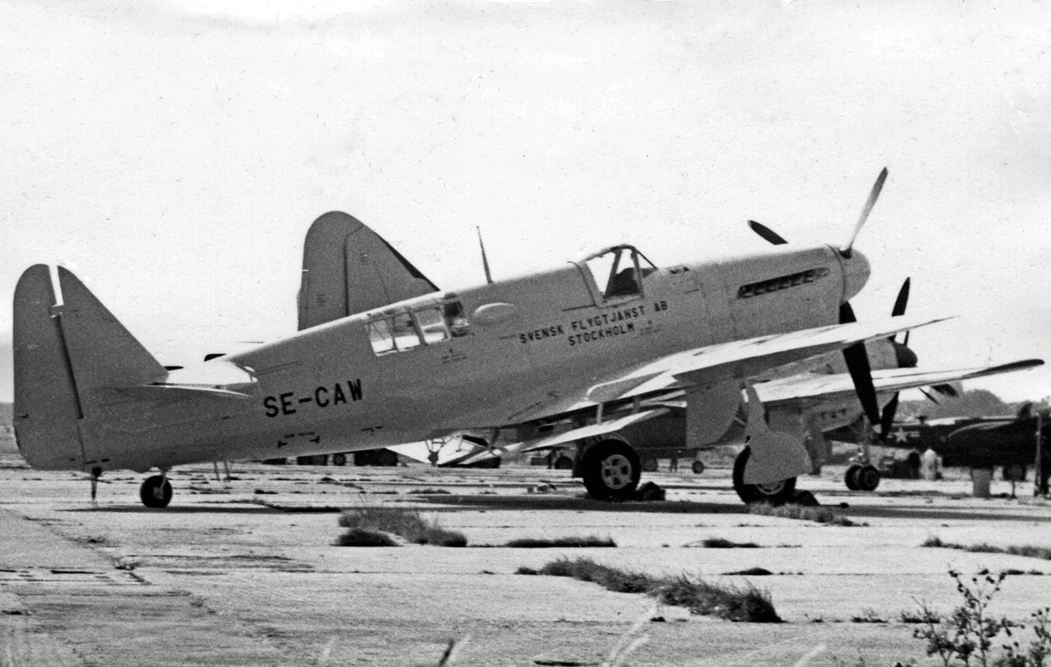
Svensk Flygtjänsts Fairey Firefly TT.1 måldragare i senapsgul vid Ringway Airport, Manchester, 1955.

Målbogserare har brukats inom svenska flygvapnet sedan dess begynnelse. Vissa särskilda måldragningsflygplan har fått suffixet D, för ”dragare”, exempelvis J 32D. Mellan 1967–1997 fanns en särskilt målbogseringsdivision kallad Målflygdivisionen. Även Svensk Flygtjänst, senare Swedair (1935–1997), bedrev målbogsering.
Inom svenska flygvapnet används idag bland annat Learjet-flygplan genom Saab Aerotech som har en 800 meter lång vajer fäst i flygplanskroppen och bogserar ett mål för så kallad vingmålsskjutning, det vill säga ett stridsflyg som skjuter med automatkanonen mot målet. Målet flygplanet bogserar kallas för "korvmål" och är en fyra meter lång strut i rött tyg. Framför struten sitter en universalgivare som innehåller ett antal mikrofoner. Struten i sig är försedd med metalltrådar som ger ifrån sig radarekon. Universalgivaren och metalltrådarna känner av vilka delar av struten som träffas och sänder träffdatan vidare till målbogseraren.

### Svenska målplan
Bland målflygplan har bland annat följande använts:
- S 6
- B 4 med målbogseringsanordning m/41 (1941–1944)
- B 5 med målbogseringsanordning m/41 (1944–1950)[3]
- S 12 med målbogseringsanordning m/41 (1945–1949)[5]
- B 17
- S 29C med MBV-2S eller målareaförstärkare[1]
- J 29F med MBV-2S eller målareaförstärkare[1]
- J 32D med MBV-2S, målareaförstärkare eller laserreflektorpod[2]
- Learjet[4]

### Svensk målutrustning
Bland målutrustning har bland annat följande använts:
- målbogseringsanordning m/41 – målspel (spelmekanism) och en lintrumma (spole) med en kapacitet på 900 m bogservajer[3]
- målareaförstärkare – flygkapsel med så kallade ”Lüneburglinser” som gav ifrån sig ett större radareko på det anfallande flygplanets radar som representerade ett stort bombflygplan[1]
- målbogseringsvinsch 2S (MBV-2S) – målbogseringskapsel
  - träffindikeringssystem BT-23 – saabtillverkad, akustisk inmätningsmetod (mikrofon) som meddelar pilot när träff i bogsermålet erhålls[6]
  - träffindikeringssystem BTS-900 – saabtillverkad[6]
- laserreflektorpod BT 53 – saabtillverkad, verifiering av övningsskott från luftvärmssystem med laser[7]

### Svenska bogsermål
Bland bogsermål har bland annat följande använts:
- Fisken – korvmål som kunde bytas i luften[3]
- Vingmål 6 (VM6) – vingmål i from av tre bombliknande kroppar sammankopplande med en bred vinge, avsedd för flygplan utrustade med gyroreflexsikten[2]
- Pilmål 7B (PM7B) – pilmål i form av en bomb med stora bakfenor, avsedd för målskjutning med moderna siktessystem av IR- och radarrobotar[2]
- Del Mar DF4 – pilmål i form av en ogival bomb, avsedd för målskjutning med moderna siktessystem av IR- och radarrobotar[2]
- Del Mar DF14 (SM-6) – pilmål i form av en raket, avsedd för målskjutning med moderna siktessystem av IR- och radarrobotar[2]

## Reklambogsering

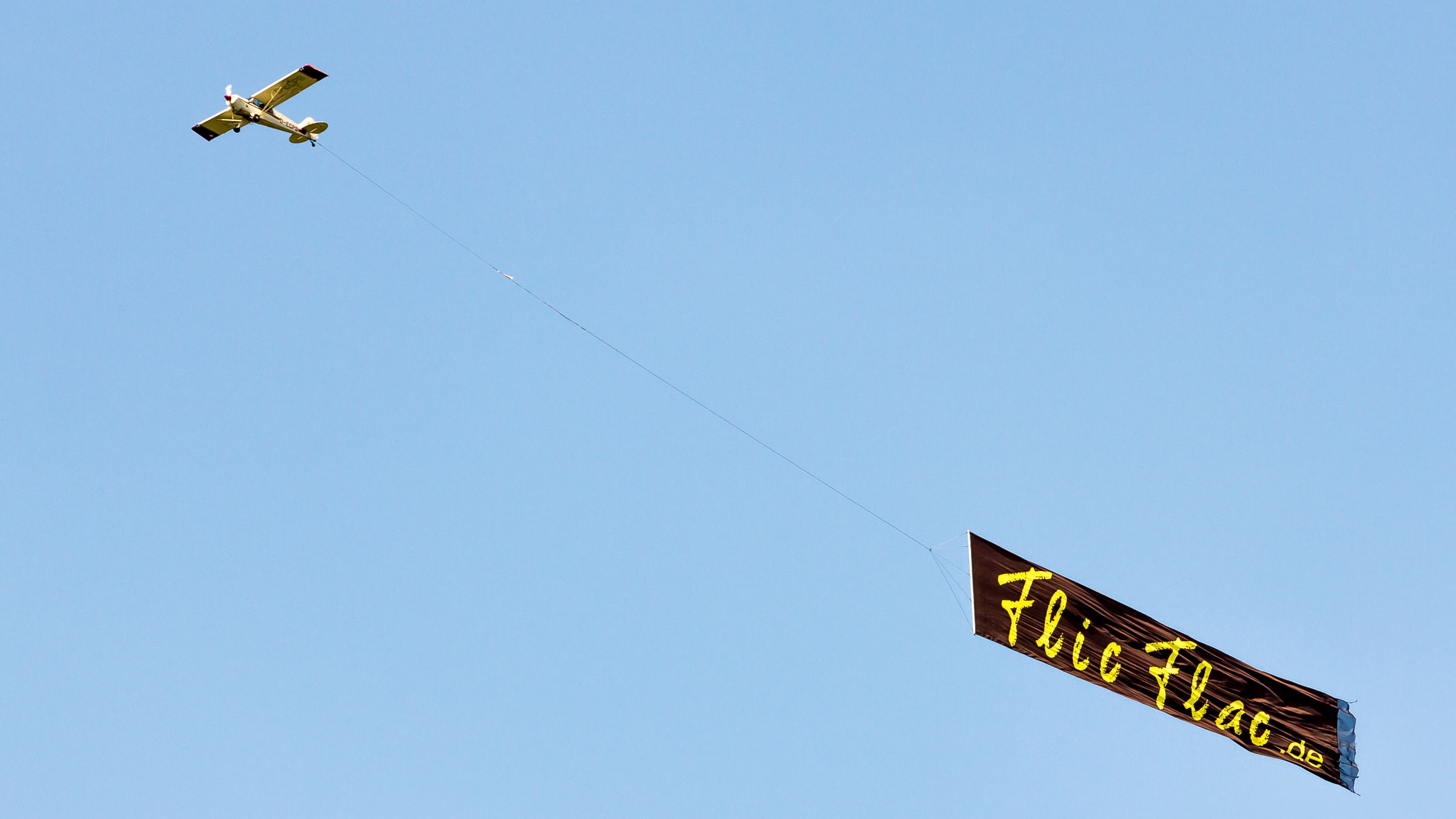
Reklambogserare med reklamflagga.

Civila reklambogserare är i regel flygplan som bogserar en reklamflagga efter sig med ett reklambudskap med mera. Principen hör till så kallad luftreklam.